# جيم بالانتين
جيم بالانتين (بالإنجليزية: Jim Ballantine)‏ هو لاعب هوكي الجليد أمريكي، ولد في 6 نوفمبر 1967 في Union Lake, Michigan ‏ في الولايات المتحدة، وتوفي في 2002.

## وصلات خارجية
- جيم بالانتين على موقع دوري الهوكي الوطني (الإنجليزية)
- جيم بالانتين على موقع EliteProspects.com (الإنجليزية)
- جيم بالانتين على موقع HockeyDB.com (الإنجليزية)